# Van-Sung-Spitzmaus
Die Van-Sung-Spitzmaus (Chodsigoa caovansunga) ist eine Spitzmausart aus der Gattung der Chodsigoa. Sie wurde 2003 aus dem nördlichen Vietnam erstmals beschrieben und ist bisher nur aus diesem Gebiet bekannt.

## Merkmale
Mit einer Kopf-Rumpf-Länge von 5,8 bis 6,4 Zentimetern zählt die Van-Sung-Spitzmaus zu den kleinen Spitzmausarten. Der Schwanz erreicht eine Länge von 51 bis 88 Millimetern und ist damit etwa so lang wie der Körper, der Hinterfuß ist 14 bis 16 Millimeter lang. Die Rücken- und Bauchfarbe ist schiefergrau mit dunkelbraunem Einschlag, wobei der Bauch etwas heller ist. Die einzelnen Haare sind dabei schiefergrau mit dunkelbrauner Spitze. Der Schwanz ist an der Oberseite braun und unterseits cremeweiß; er erscheint nackt, ist jedoch mit kurzen, braunen Haaren bedeckt. Die Oberseiten der Füße erscheinen durch die Haut cremeweiß und erhalten durch die braune Behaarung einen hellbräunlichen Farbschlag. Im Vergleich zu der sehr ähnlichen Chodsigoa parca sind die Tiere kleiner und unterscheiden sich durch die leicht unterschiedliche Färbung der Füße und dem Fehlen eines Haarbüschels am Schwanzende.
| 1 | · | 3 | · | 1 | · | 3 | = 28 |
| 1 | · | 1 | · | 1 | · | 3 | = 28 |

Der Schädel hat eine Gesamtlänge von 17,3 bis 18,4 Millimetern. Wie alle Arten der Gattung besitzt die Art im Oberkiefer pro Hälfte einen Schneidezahn (Incisivus) und danach drei einspitzige Zähne, einen Vorbackenzahn (Praemolar) und drei Backenzähne (Molares). Im Unterkiefer besitzt sie dagegen einen einzelnen Eckzahn (Caninus) hinter dem Schneidezahn. Insgesamt verfügen die Tiere damit über ein Gebiss aus 28 Zähnen. Die Zahnwurzeln sind wie bei den meisten Rotzahnspitzmäusen rot gefärbt.

## Verbreitung

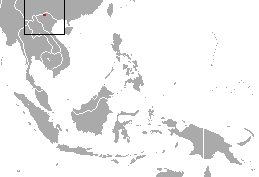
Verbreitungsgebiete der Van-Sung-Spitzmaus

Die Van-Sung-Spitzmaus wurde 2003 aus dem nördlichen Vietnam erstmals beschrieben und ist bisher nur aus diesem Gebiet bekannt. Dabei wurden die Tiere in Höhen von 1500 bis 2000 Metern im Bereich des Berges Tay Con Linh II in der vietnamesischen Provinz Hà Giang nahe der chinesischen Grenze dokumentiert. In diesem Bereich kommt zudem die Art Chodsigoa parca vor. Eine potenziell größere Verbreitung im Norden Vietnams und eventuell auch im angrenzen China wird angenommen.

## Lebensweise
Über die Lebensweise dieser Art liegen keine Daten vor. Wie alle Spitzmäuse ernährt sich wahrscheinlich auch die Van-Sung-Spitzmaus von wirbellosen Tieren und lebt am Boden. Die Tiere wurden in Bambuswäldern in Höhen von 1500 bis 2000 Metern gefunden.

## Systematik
Die Van-Sung-Spitzmaus wird als eigenständige Art innerhalb der Gattung Chodsigoa eingeordnet, die aus acht Arten besteht. Die wissenschaftliche Erstbeschreibung stammt von Darrin P. Lunde, Guy G. Musser und Nguyen Truong Son aus dem Jahr 2003, die die Art im Rahmen einer Erfassung der Kleinsäugetiere am Tay Con Linh II im Norden Vietnams anhand von 12 Individuen beschrieben und gegenüber den ähnlichen Arten Chodsigoa parva und Chodsigoa parca abgrenzten.
Benannt wurde die Van-Sung-Spitzmaus nach dem Mammalogen Cao Van Sung, der als Spezialist für Kleinsäugetiere an der Universität Hanoi arbeitet. Innerhalb der Art werden neben der Nominatform Chodsigoa caovansunga caovansunga keine weiteren Unterarten unterschieden.

## Bedrohung und Schutz
Die Van-Sung-Spitzmaus wird aktuell von der International Union for Conservation of Nature and Natural Resources (IUCN) aufgrund der fehlenden Daten zur Bestandsgröße und den ökologischen Ansprüchen als „data deficient“ geführt und nicht in eine Gefährdungskategorie eingeordnet. Konkrete Bestandszahlen und Gefährdungen für die Art sind nicht bekannt; eine potenzielle Gefährdung könnte durch die Rodung von Wäldern für die Holzentnahme und die Umwandlung in landwirtschaftliche Flächen bestehen.

## Belege
1. 1 2 3 4 5 6 7 8 9 10  Darrin P. Lunde, Guy G. Musser, Nguyen Truong Son: A survey of small mammals from Mt. Tay Con Linh II, Vietnam, with the description of a new species of Chodsigoa (Insectivora: Soricidae). In: Mammal Study. Bd. 28, Nr. 1, 2003, ISSN 1343-4152, S. 31–46, doi:10.3106/mammalstudy.28.31, Volltext.
2. ↑  Robert S. Hoffmann, Darrin Lunde: Genus Chodsigoa. In: Andrew T. Smith, Yan Xie: A Guide to the Mammals of China. Princeton University Press, Princeton NJ 2008, ISBN 978-0-691-09984-2, S. 307 ff.
3. 1 2 3 4  Chodsigoa caovansunga in der Roten Liste gefährdeter Arten der IUCN 2013.1. Eingestellt von: D. Lunde, 2008. Abgerufen am 28. Juli 2013.
4. 1 2 3  Chodsigoa caovansunga (Memento des Originals vom 10. November 2013 im Internet Archive)  Info: Der Archivlink wurde automatisch eingesetzt und noch nicht geprüft. Bitte prüfe Original- und Archivlink gemäß Anleitung und entferne dann diesen Hinweis.. In: Don E. Wilson, DeeAnn M. Reeder (Hrsg.): Mammal Species of the World. A taxonomic and geographic Reference. 2 Bände. 3. Auflage. Johns Hopkins University Press, Baltimore MD 2005, ISBN 0-8018-8221-4.